# Hockeyclub Alphen
Hockey Club Alphen is een Nederlandse hockeyclub uit Alphen aan den Rijn. De club werd opgericht op 8 november 1968. De club beschikt over 2 watervelden, 2 zandvelden en een half veld. 

## Rivaliteit
Van oudsher bestaat een onderlinge strijd met de club uit het nabij gelegen Nieuwkoop, HC Nieuwkoop. Ondanks de kleinere omvang van het agglomeratie dorp ontlopen de eerste teams elkaar nauwelijks in de jaarlijkse wedstrijd op de tweede zondag in augustus. De laatste editie in 2002 werd op eigen veld met 5-1 gewonnen door de Alphenaren. Een volgende editie zou op de velden van Nieuwkoop plaatsvinden.
In de jaren 80 speelde een grote groep spelers uit Alphen bij Nieuwkoop in het 1e en 2e team.
Begin jaren 90 was dat andersom.

## Prijzen
In het seizoen 2018/2019 won het eerste herenteam de KNHB Silver Cup.